# Christopher Monck, II duca di Albemarle
Christopher Monck, secondo duca di Albemarle (14 agosto 1653 – Whitehall, 6 ottobre 1688), figlio del generale e primo duca di Albemarle, George Monck (1608 – 1670) e di Anna Clarges, donna di umili origini, fu un militare e politico inglese.
Giovanissimo (gennaio 1667) divenne membro della Camera dei Comuni, che tre anni dopo dovette lasciare avendo ereditato dal padre Giorgio la dignità di Pari d'Inghilterra. Quello stesso anno divenne Gentiluomo di Camera del re.
Divenuto cavaliere dell'Ordine della Giarrettiera e membro del Consiglio Segreto del Regno Unito, divenne Lord Luogotenente del Devon nel 1675.
Entrò nell'esercito come colonnello di cavalleria ma come comandante lasciava molto a desiderare. Sposò Lady Elizabeth Cavendish, la figlia di Henry Cavendish, II duca di Newcastle-upon-Tyne. Nel 1687 venne nominato Tenente governatore della Giamaica.
Morì trentacinquenne dopo aver prestato servizio nell'esercito a livelli inferiori. Il secondo casato degli Albermale si estinse con lui.

## Onorificenze
| Controllo di autorità | VIAF (EN) 16196881 · ISNI (EN) 0000 0000 6359 0547 · CERL cnp01994405 · LCCN (EN) n85088691 · GND (DE) 1055537201 · BNF (FR) cb16296177h (data) |